# 川北村 (石川県)
川北村（かわきたむら）は石川県河北郡に存在した村。

## 概要
現在の金沢市北部に位置している地域で、浅野川および金腐川の河口に当たる。村名は浅野川および金腐川の北側の地域であることに由来する。
水田耕作が盛んな地域で、かつては池や沼も多く、それらを埋め立てられた箇所もある。現在では木越団地に代表されるように宅地化が進められている。

## 歴史
- 1907年（明治40年）8月10日 - 川筋村、河崎村及び木越村が合併して、川北村が発足する。
- 1949年（昭和24年）6月1日 - 金沢市に編入する。
- 世帯数は645戸、人口は3,910人（ともに1920年当時）。

## 合併後の町名変更
- 金沢市合併後の旧川北村の地域では以下の通りに町名変更された。

旧河崎村地域
- 大浦（おおうら）・東蚊爪（ひがしかがつめ） - 町名としてそのまま継承。

旧川筋村地域
- 沖（おき）・磯部（いそべ）・松寺（まつでら） - 町名としてそのまま継承。
- 寺町（てらまち） - 北寺町（きたでらまち）

旧木越村地域
- 木越（きごし） - 町名としてそのまま継承。